# Idskenhuizen

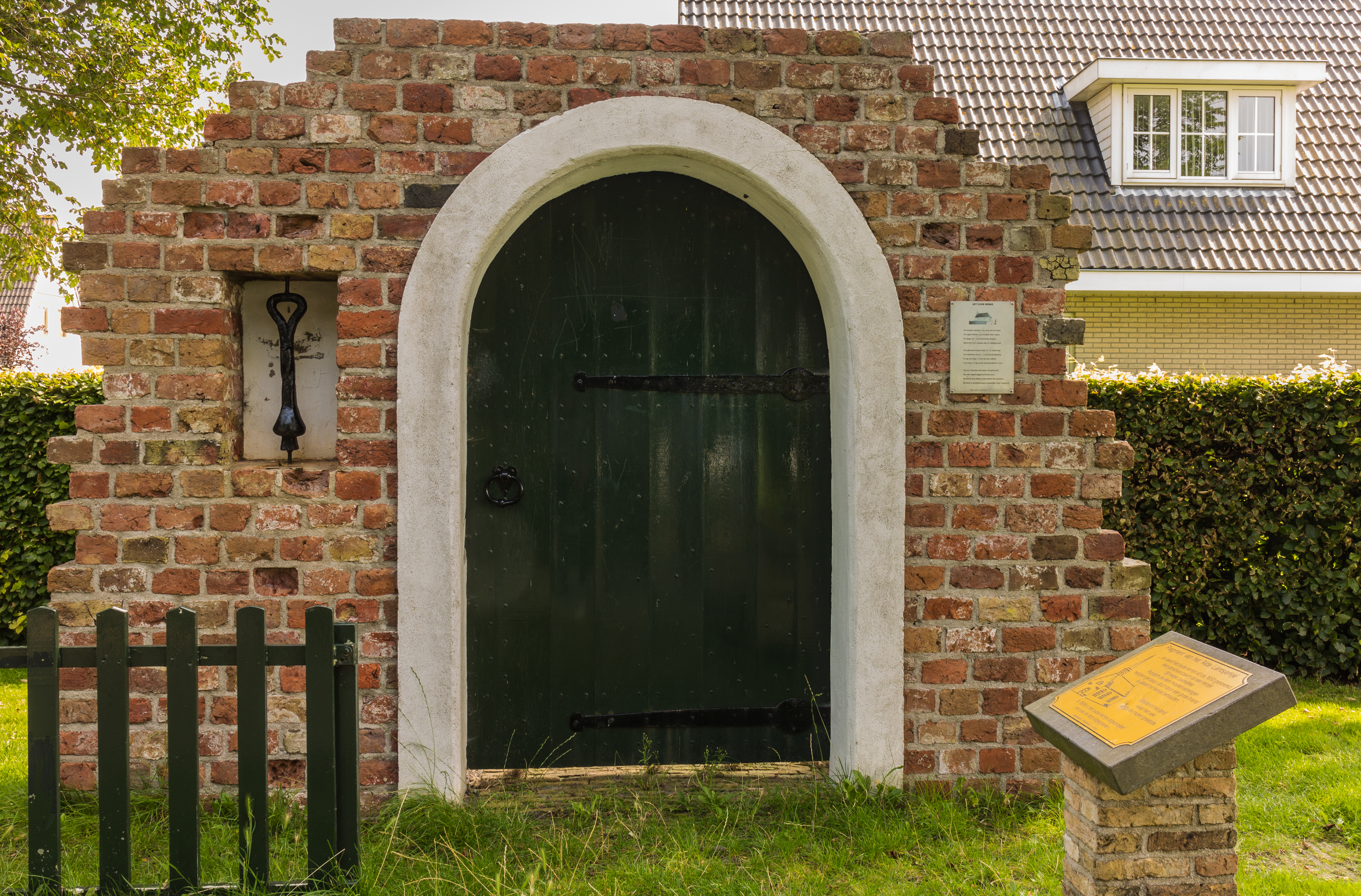
Un vestige d'une ancienne église. Août 2017.

Idskenhuizen (en frison : Jiskenhuzen) est un village de la commune néerlandaise de De Fryske Marren, situé dans la province de Frise.

## Histoire
Idskenhuizen est un village de la commune de Skarsterlân avant le 1er janvier 2014, date à laquelle celle-ci fusionne avec Gaasterlân-Sleat et Lemsterland pour former la nouvelle commune de De Friese Meren, devenue De Fryske Marren en 2015.

## Démographie
Le 1er janvier 2018, le village comptait 490 habitants.